# 헤키정
헤키정(日置町)은 야마구치현 북서부 오쓰군에 있던 정이다. 
2005년 3월 22일에 나가토시와 합병해 소멸하였다.

## 역사
- 1889년 4월 1일 - 정촌제 시행에 의해 미스미촌이 성립하였다.
- 1954년 5월 1일 - 구라오다 지구가 유야정에 편입되었다.
- 1978년 4월 1일 - 정으로 승격해 헤키정이 되었다.
- 2005년 3월 22일 - 나가토시, 미스미정, 유야정과 합병해 새로운 나가토시가 성립하였다. 동일 헤키정은 폐지되었다.

## 교통

### 도로
- 국도 제191호선 (일본)(일본어판)

### 철도
- 서일본 여객철도
  - 산인 본선